# Острувек (гмина, Велюньский повет)
Острувек (пол. Ostrówek) — сельская гмина (волость) в Польше, входит как административная единица в Велюньский повет, Лодзинское воеводство. Население — 4640 человек (на 2004 год).

## Сельские округа
1. Болькув
2. Дембец
3. Дымек
4. Янув
5. Милеюв
6. Немежин
7. Нетушина
8. Окалев
9. Острувек
10. Рудлице
11. Скшинно
12. Вельге
13. Воля-Рудлицка

## Прочие поселения
1. Гвиздалки
2. Яцковске
3. Копец
4. Кузница
5. Олесница
6. Пискорник

## Соседние гмины
1. Гмина Чарножылы
2. Гмина Конопница
3. Гмина Лютутув
4. Гмина Осьякув
5. Гмина Велюнь
6. Гмина Злочев